# The Lost Footage of Leah Sullivan
The Lost Footage of Leah Sullivan (El metraje perdido de Leah Sullivan) es una película de terror estadounidense de 2018 del género metraje encontrado dirigida, escrita, producida y protagonizada por Burt Grinstead y Anna Stromberg.
La película fue presentada en 2018 en el DOC LA (Los Angeles Documentary Film Festival), y en cines (en EUA) el 11 de diciembre de 2019. Posteriormente se distribuyó a través de servicios de video bajo demanda como Prime Video, Google Play y Mubi.

## Sinopsis
Leah Sullivan, una joven estudiante de periodismo, decide volver a su pueblo natal para investigar el caso sin resolver de un brutal asesinato de una familia que tuvo lugar 30 años antes, para presentar un documental como proyecto de final de carrera. Esperando encontrar pistas que ayuden a resolver el caso, entrevista a una serie de personajes locales, los cuales dejan su propia visión desconcertante del legendario asesinato de la familia Mulcahy. A medida que aprende detalles acerca de los sucesos que rodeaban a la familia víctima de la tragedia, Leah empieza a sospechar que el caso podría tener una explicación después de todo. Con la ayuda del oficial de policía local Patrick Rooke, intenta descubrir la horrible verdad de lo que realmente ocurrió aquella noche fatídica. Sin embargo, algo sucede que deja como única evidencia del caso una tarjeta de memoria con el material sin editar.
Víctimas de la Masacre de los Mulcahy:
- Joseph Mulcahy (padre), encontrado en la sala de la casa sin sus piernas.
- Rebecca Mulchay (madre), encontrada en su habitación con un brazo atado a la cama y sin el otro brazo.
- Jessica Mulcahy (hija mayor), encontrada atada en el patio sin la cabeza.
- Edward Mulcahy (hijo menor), solo encontrado su brazo atado a su cama.

Víctimas posteriores en torno a la Casa de los Mulcahy:
- Jordan, un hijo adoptivo que escapo en el coche de su madre, días después el carro apareció a unas casas. Se cree que se quedó a dormir en la casa Mulcahy la cual estaba abandonada.
- Un par de jóvenes (Michelle, Harry, Harvey, Greg) irrumpieron en la casa sola para enfiestarse, y nunca más se supo de ellos.
- Sarah, la hermana de uno de los chicos desaparecidos, fue a la casa a investigar, se encontró muerta en un carro salido del camino, una milla después de la casa. Presentaba signos de retención.

Posibles víctimas de la Casa de los Mulcahy:
- Un hombre que fue tras su perro que escapo, en las cercanías de la casa, se encontró con "la criatura" y escapó, se encerró varios días, después su perro volvió pero tenía marcas de dientes.
- 20 años tras la masacre, Jimmy, un niño que fue retado para entrar en la casa, tras media hora sus dos amigos entraron a buscarlo y lo encontraron en un charco de su sangre sin un brazo, los niños escaparon tras escuchar "el ruido".

## Elenco
- Anna Stromberg como Leah Sullivan, estudiante creadora del documental.
- Burt Grinstead como Patrick Rooke, oficial de policía local.
- Denise Walker como Alice Sullivan, madre de Leah.
- Maureen Keiller como Margaret Stromberg, pariente del patriarca de la familia Mulcahy.
- Jimmy Driscoll como Harold Noel, habitante de la localidad.
- Matthew Pilieci como Ryan

## Recepción
En el sitio web de IMDb, la película tiene una calificación de 5.8/10 basada en 313 evaluaciones.
Karina Adelgaard, del sitio Heaven of Horror, dio una calificación de 4/5 estrellas, destacando que "lo que funciona tan bien en este fime, es el hecho de que el concepto es muy simple. No depende de los CGI ni de los efectos elaborados para dar miedo. Realmente no es necesario con el telón de fondo de una familia asesinada y la casa abandonada todos estos años después." Alain Elliott, del sitio Nerdly, la calificó con un 3.5/5, afirmando que el filme "tiene un montón de aspectos positivos, aunque muchos de ellos se ven obstaculizados por el frustrante final tan predecible." 
En contraparte, Bobby LePire del portal Film Threat la calificó con un 5/10, dado que "no es una mala película precisamente; las composiciones de los planos y la forma en que salta entre las secuencias en bruto están bastante bien. Además, el reparto eleva el material lo mejor que puede. Sin embargo, la película nunca alcanza a provocar terror, por lo que el interés se pierde."

### Premios
La película ganó la categoría de "Best Feature Film" en el certamen de "DOC LA 2018". Asimismo, se hizo con el premio de "Vitruvian Award" en la categoría de "Feature Film" en el DaVinci International Film Festival 2019.